# Wieża widokowa na Biskupiej Kopie
Wieża widokowa na Biskupiej Kopie (cz. Rozhledna na Biskupské Kupě) – najwyższy punkt widokowy w Górach Opawskich. Jest jedną z najstarszych tego typu konstrukcji – jej historia sięga drugiej połowy XIX wieku. Położona jest tuż obok granicy, po czeskiej stronie.

## Historia
Pierwsza platforma widokowa na szczycie Biskupiej Kopy powstała w 1875 w formie kamiennej piramidy. Istniała przez kilkanaście lat, po czym uległa zniszczeniu w wyniku pożaru. W latach 80. XIX wieku szczytem zainteresowało się Morawsko-Śląskie Sudeckie Towarzystwo Górskie (niem. Mährisch-Schlesischer Sudetengebirgsverein, MSSGV). Początkowo planowano wznieść wieżę murowaną, ale ostatecznie stanęła drewniana. Budową zajęła się sekcja MSSGV ze Zlatych Hor – 9 lipca 1890 odbyło się uroczyste otwarcie. Pięciopiętrowa wieża mierzyła 13 m i miała kształt ściętego ostrosłupa (przypominała piramidę i dlatego nosiła nazwę Aussichtspyramide – piramida widokowa). Cztery stalowe liny przyczepione do korzeni grubych drzew trzymały całość konstrukcji.
Dzięki wieży wzrósł ruch turystyczny w tej części gór – wybudowano więc schronisko, poniżej szczytu, po austriackiej (obecnie czeskiej) stronie – nosiło ono nazwę Rudolfsheim.
Już w 1895 wieża została uszkodzona podczas burzy. Mimo przyznania kwoty na remont, sekcja Zlate Hory postanowiła wieżę zburzyć i wybudować nową. W związku ze zbliżającą się rocznicą 50-lecia panowania cesarza Franciszka Józefa I przyszły obiekt zaplanowano nazwać Kaiser Franz Josef Warte. Wydano specjalną odezwę, zapowiadającą budowę i wezwano darczyńców do wspomożenia jubileuszowego dzieła. Ofiarodawcy szybko się znaleźli, pomagało również miasto Zlate Hory oraz inne sekcje MSSGV. Koszty budowy były jednak większe niż się spodziewano – z powodów finansowych zrezygnowano z wcześniejszego projektu ośmiobocznej więzy z okrągłym zakończeniem. Otwarta 26 sierpnia 1898. Franz Joseph Warte miała 18 m wysokości. Na szczycie namalowano panoramę z widocznymi szczytami, odpowiednio opisanymi. Koszty budowy wyniosły 5189,59 florenów (ponad 15 tys. austriackich koron), wpędzając sekcję ze Zlatych Hor w długi.
Wieża cieszyła się ogromną popularnością wśród turystów – w pierwszym roku odwiedziło ją 2000 osób, w następnym już 5705 i taka frekwencja utrzymywała się przez kilka następnych lat. Wejście kosztowało 10 halerzy lub fenigów. Wpływy umożliwiły MSSGV nie tylko utrzymanie wieży, ale też stopniową spłatę długów. W 1905 wydzierżawiono ją właścicielowi schroniska Rudolfsheim.
W 1911 wieżę odwiedził król saski Fryderyk August. Wizytę upamiętniono specjalną tablicą, a podpis monarchy wycięty z księgi pamiątkowej oprawiono i oszklono.
Podczas wojny ruch turystyczny mocno się zmniejszył. Tuż po jej wybuchu biskupstwo wrocławskie, dotychczasowy właściciel gruntu, wydzierżawiło MSSGV ziemię pod wieżą.
Od 1919 turyści ponownie zaczęli odwiedzać wieżę, która jednak była w coraz gorszym stanie technicznym. Poważniejszy remont wykonano w 1925. Dzierżawcą nadal był właściciel Rudolfsheim, a w 1928 sekcja ze Zlatych Horów kupiła parcelę sąsiadującą z terenami biskupimi i wymieniła je na teren pod budynkiem. Oznaczono go czterema granitowymi słupkami, z których do dzisiaj zachowały się trzy. W wydawanych przez Morawsko-Śląskie Sudeckie Towarzystwo Górskie biuletynach wieżę wspominano jednak rzadko – patron źle się w ówczesnej Czechosłowacji kojarzył.
Uroczystości 40-lecia w 1938 były skromne – był to napięty okres kryzysu monachijskiego. W latach II wojny światowej, kiedy wieża znalazła się w granicach III Rzeszy, wykorzystywano ją do celów propagandowych – młodzież z Hitlerjugend wywieszała na niej flagi oraz odgrywała fanfary.
Po II wojnie światowej obiekt szczęśliwie uniknął losu wielu zburzonych budynków ze strefy przygranicznej i aż do 1966 był otwarty. Następnie zamknięto go, urządzając w środku przekaźnik czeskiej telewizji, działający do 1990. Wtedy też otwarto ją na kilka dni, ale jej stan techniczny był bardzo zły. Podczas kapitalnego remontu przeniesiono ją na nowy słup, wymieniono tynk, schody, 
wyremontowano całą klatkę schodową. W 1996 obiekt ponownie został udostępniony turystom.
Od 2000 obok wieży powstaje schronisko, ale na razie wybudowano tylko piwnice. Przy wejściu do wieży stał dawny austriacki kamień mierniczy z napisem „K.u.K. M.T. 1898” (obecnie go wykopano i przeniesiono). Na szczycie znajduje się również niewielki bufet. Od 2024 wejście na wieżę obsługiwane jest przez automatyczną bramkę.